# Associazione Calcio Femminile Milan 82 1989-1990
Questa voce raccoglie le informazioni riguardanti l'Associazione Calcio Femminile Milan 82 nelle competizioni ufficiali della stagione 1989-1990.

## Rosa
Rosa aggiornata all'inizio della stagione.
| N. |                      | Ruolo | Calciatrice        |
| -- | -------------------- | ----- | ------------------ |
|    | Danimarca (bandiera) | C     | Ulla Bastrup       |
|    | Italia (bandiera)    | C     | Viviana Bontacchio |
|    | Italia (bandiera)    | C     | Eleonora Brambilla |
|    | Italia (bandiera)    | D     | Laura Cascella     |
|    | Italia (bandiera)    | P     | Rossana Cassani    |
|    | Italia (bandiera)    | D     | Angela Cosentino   |
|    | Italia (bandiera)    | A     | Maria Diano        |
|    | Italia (bandiera)    | D     | Santa Diano        |

| N. |                     | Ruolo | Calciatrice        |
| -- | ------------------- | ----- | ------------------ |
|    | Italia (bandiera)   | A     | Patrizia Fichera   |
|    | Italia (bandiera)   | C     | Nazzarena Grilli   |
|    | Bulgaria (bandiera) | A     | Christina Hristova |
|    | Italia (bandiera)   | D     | Rita Lanfranchi    |
|    | Italia (bandiera)   | A     | Laura Tavella      |
|    | Italia (bandiera)   | C     | Monica Tosi        |
|    | Italia (bandiera)   | P     | Valeria Valtorta   |